# Rokas Suslavičius
Rokas Suslavičius (* 17. Juni 1990 in Vilnius) ist ein ehemaliger litauischer Biathlet.

## Karriere
Rokas Suslavičius lebt und trainiert in Vilnius. Er begann 2004 mit dem Biathlonsport und gehört seit 2005 dem Nationalkader seines Landes an. Suslavičius startet für Instinktas, sein Trainer ist Stanislovas Sabaliauskas. Seit 2006 startete er in Rennen des Europacups der Junioren. Erste internationale Meisterschaft wurden die Biathlon-Juniorenweltmeisterschaften 2007 in Martell, bei denen er 70. im Einzel und 14 mit der Staffel wurde. Das Sprintrennen beendete er nicht. Es folgten die Juniorenrennen bei den Sommerbiathlon-Weltmeisterschaften 2007 in Otepää. Bei den Crosslauf-Rennen wurde er 41. im Sprint und Zehnter mit der Staffel, auf Skirollern kamen die Platzierungen 35 im Sprint und 34. in der Verfolgung hinzu. 2008 begannen die Großereignisse erneut mit den Junioren-Weltmeisterschaften, in dem Jahr in Ruhpolding. Der Litauer wurde 75. im Einzel, 66. im Sprint und 14. mit der Staffel. Es folgten die Juniorenrennen der Biathlon-Europameisterschaften 2008 in Nové Město na Moravě, wo Suslavičius 71. des Einzels und 68. des Sprints wurde. Die Staffel kam nicht ins Ziel. Im weiteren Jahresverlauf nahm er an den Juniorenrennen der Sommerbiathlon-Weltmeisterschaften 2008 in der Haute-Maurienne. In den Crosslauf-Rennen erreichte er Platz 19, aus Skirollern 34 im Sprint und 31 in der Verfolgung. Auch 2009 startete der Litauer bei diesen drei Wettbewerben. Zunächst wurde er in Canmore bei den Biathlon-Juniorenweltmeisterschaften 2009 44. des Einzels, 50. des Sprints und Sechster mit der Staffel, in Ufa kamen die Ränge 41 im Einzel, 33 im Sprint und 35 in der Verfolgung bei den Biathlon-Europameisterschaften 2009 hinzu. Im Sommer nahm er wieder an den Sommerbiathlon-Weltmeisterschaften 2009 in Oberhof teil, wo er bei den Cross-Rennen 35. im Sprint und 28. der Verfolgung sowie aus Skirollern 43. im Sprint wurde. Im Skiroller-Verfolger schied er als überrundeter Läufer aus. Bei den Biathlon-Juniorenweltmeisterschaften 2010 in Torsby wurde Suslavičius 75. des Einzels, 68. des Sprints und einmal mehr Staffel-14. In Duszniki-Zdrój folgten die Juniorenrennen der Sommerbiathlon-Weltmeisterschaften 2010 mit den Resultaten 36 im Sprint und 30 in der Verfolgung. Bei den Biathlon-Juniorenweltmeisterschaften 2011 in Nové Město trat der Litauer zum fünften Mal bei einer Junioren-WM an und wurde 84. des Einzels und 82. des Sprints. Es folgten wenig später die Biathlon-Europameisterschaften 2011, bei denen Suslavičius bei den Junioren-Rennen 47. des Einzels, 46. des Sprints und 45. der Verfolgung wurde. Die Sommerbiathlon-Weltmeisterschaften 2011 brachen den 41. Platz im Juniorensprint. Im Verfolger wurde er überrundet.
Ab der Saison 2008/09 startete Suslavičius bei den Männern im IBU-Cup. Sein erstes Rennen, ein Einzel, bestritt er in Obertilliach und wurde 94. 2011 gewann er als 33. eines Sprints in Bansko erstmals Punkte und erreichte zugleich seine bislang beste Platzierung in der zweithöchsten Rennserie. Im Weltcup startete er erstmals zum Beginn der Saison 2009/10 in Östersund und wurde 131. im Sprintrennen. Nachdem er zu Beginn der IBU-Cup-Saison 2010/11 nur Platzierungen jenseits der Besten 100 erreichte steigerte sich Suslavičius im Verlaufe des Jahres und nahm an den Europameisterschaften 2011 teil. Dort wurde er an die Seite von Tomas Kaukėnas, Karol Dombrovski und Karolis Zlatkauskas erstmals in die Männermannschaft bei einer internationalen Meisterschaft berufen und wurde mit ihnen 14. des Staffelrennens. Nach rund drei Jahren, in denen er nur im IBU-Cup zum Einsatz kam, durfte er beim Weltcup in Antholz 2013 wieder ein Weltcuprennen bestreiten. Dort erreichte er mit Platz 98. ein deutlich besseres Ergebnis als bei seinem Debüt 2009. Seine ersten Weltmeisterschaften wurden die 2013 in Nové Město na Moravě, wo er nur im Einzelrennen zum Einsatz kam und den 117. Platz belegte. Auch in der Saison 2013/14 bestritt Rokas Suslavičius hauptsächlich Rennen im IBU-Cup. Ein Einsatz im Sprint von Kontiolahti war sein einziger Weltcupeinsatz. Mit Beginn der nächsten Saison startete der Litauer zwar größtenteils IBU-Cup, war jedoch Teil aller litauischen Staffeln im Weltcup, wo er meistens die an Position drei oder vier lief. Dieser Verlauf setzte sich auch in den nächsten Saisonen bis zu seinem Karriere fort. Im Weltcup 2015/16 lief er auch die Einzelrennen in Nordamerika, wo er in den Sprints von Canmore 81. und in Presque Isle 86. wurde. Dies sollten seine besten Weltcupplatzierungen bleiben.
Nachdem er nicht an den Olympischen Winterspielen 2018 teilgenommen hatte, beendete Rokas Suslavičius seine Karriere als Aktiver. Bei seinem letzten Rennen 2018 beim Sprint in Oslo wurde er nach fünf Schießfehlern 103.

## Statistiken

### Weltcupplatzierungen
Die Tabelle zeigt alle Platzierungen (je nach Austragungsjahr einschließlich Olympische Spiele und Weltmeisterschaften).
- 1.–3. Platz: Anzahl der Podiumsplatzierungen
- Top 10: Anzahl der Platzierungen unter den ersten zehn (einschließlich Podium)
- Punkteränge: Anzahl der Platzierungen innerhalb der Punkteränge (einschließlich Podium und Top 10)
- Starts: Anzahl gelaufener Rennen in der jeweiligen Disziplin
- Staffel: inklusive Mixed- und Single-Mixed-Staffeln

| Platzierung         | Einzel | Sprint | Verfolgung | Massenstart | Staffel | Gesamt |
| ------------------- | ------ | ------ | ---------- | ----------- | ------- | ------ |
| 1. Platz            |        |        |            |             |         |        |
| 2. Platz            |        |        |            |             |         |        |
| 3. Platz            |        |        |            |             |         |        |
| Top 10              |        |        |            |             |         |        |
| Punkteränge         |        |        |            |             | 21      | 21     |
| Starts              | 2      | 9      |            |             | 21      | 32     |
| Stand: Karriereende |        |        |            |             |         |        |

### Biathlon-Weltmeisterschaften
| Weltmeisterschaft | Weltmeisterschaft    | Einzelwettbewerbe | Einzelwettbewerbe | Einzelwettbewerbe | Einzelwettbewerbe | Staffelwettbewerbe | Staffelwettbewerbe |
| Jahr              | Ort                  | Einzel            | Sprint            | Verfolgung        | Massenstart       | Herrenstaffel      | Mixedstaffel       |
| ----------------- | -------------------- | ----------------- | ----------------- | ----------------- | ----------------- | ------------------ | ------------------ |
| 2013              | Nové Město na Moravě | 117.              | –                 | –                 | –                 | –                  | –                  |
| 2015              | Kontiolahti          | 113.              | 109.              | –                 | –                 | 23.                | –                  |
| 2016              | Oslo                 | –                 | –                 | –                 | –                 | 23.                | –                  |
| 2017              | Hochfilzen           | –                 | –                 | –                 | –                 | 25.                | 24.                |

### Juniorenweltmeisterschaften
Ergebnisse bei Biathlon-Weltmeisterschaften der Junioren
| Weltmeisterschaft | Weltmeisterschaft    | Einzel | Sprint | Verfolgung | Staffel |
| Jahr              | Ort                  | Einzel | Sprint | Verfolgung | Staffel |
| ----------------- | -------------------- | ------ | ------ | ---------- | ------- |
| 2010              | Torsby               | 75.    | 68.    | –          | 14.     |
| 2011              | Nové Město na Moravě | 84.    | 82.    | –          | –       |